# Рольяк
Ролья́к (фр. и окс. Raulhac) — коммуна во Франции, находится в регионе Овернь. Департамент — Канталь. Входит в состав кантона Вик-сюр-Сер. Округ коммуны — Орийак.
Код INSEE коммуны — 15159.
Коммуна расположена приблизительно в 440 км к югу от Парижа, в 105 км южнее Клермон-Феррана, в 18 км к востоку от Орийака.

## Население
Население коммуны на 2008 год составляло 337 человек.
| 1962 | 1968 | 1975 | 1982 | 1990 | 1999 | 2008 |
| ---- | ---- | ---- | ---- | ---- | ---- | ---- |
| 364  | 448  | 386  | 350  | 364  | 332  | 337  |

## Экономика
В 2007 году среди 199 человек в трудоспособном возрасте (15—64 лет) 151 были экономически активными, 48 — неактивными (показатель активности — 75,9 %, в 1999 году было 69,2 %). Из 151 активных работали 143 человека (82 мужчины и 61 женщина), безработных было 8 (4 мужчины и 4 женщины). Среди 48 неактивных 17 человек были учениками или студентами, 20 — пенсионерами, 11 были неактивными по другим причинам.

## Достопримечательности
- Замок Кропьер[фр.] (XIII—XIV века). Памятник истории с 1986 года[3]
- Замок Мессильяк[фр.] (XIII—XIV века). Памятник истории с 1921 года[4]
- Церковь Сен-Пьер[фр.] (XII век). Памятник истории с 1927 года[5]

## Фотогалерея
- Замок Кропьер
- Замок Мессильяк
- Карта коммуны